# Raise Hell
Raise Hell es una banda de thrash metal de Estocolmo, Suecia. El grupo cambió de nombre varias veces en un principio; su primer demo, 1997's Nailed, fue lanzado bajo el nombre In Cold Blood, un nombre que cambiaron por Raise Hell después de firmar con Nuclear Blast--lo cual hicieron cuando aún eran adolescentes. Después de la publicación del álbum el grupo visitó Europa con Dismember, Children of Bodom, y otros. Su segundo álbum, Not Dead Yet, fue lanzado en 1999 y producido por Anders Fridén (de In Flames), y estuvo seguido por una gira con Destruction. Después de nuevas giras y apariciones en el Wacken Open Air Festival, el grupo regresó al estudio en 2002 para Wicked Is My Game. El guitarrista Jonas von Wowern (Nilsson) hizo las voces para los primeros tres álbumes. En 2002 Jimmy Fjällendahl se unió a la banda como vocalista, así Jonas podría centrarse más en la guitarra. El grupo firmó con Black Lodge Records en 2004; City of the Damned followed en 2006, y otra gira en Europa con Necrophobic y Origin Blood seguido más tarde ese mismo año.

## Integrantes

### Actuales
- Jonas von Wowern - guitarra, voces.
- Jimmy Fjällendahl - voces (2002–presente).
- Joakim Kulo - Guitarra
- Niklas Sjöström - Bajo
- Dennis Ekdahl - Percusión

### Anterior
- Torsten Wickberg - Guitarra

## Discografía
-Nailed (demo, 1997)

-Holy Target (Nuclear Blast, 1998)

-Not Dead Yet (Nuclear Blast, 2000)

-Wicked Is My Game (Nuclear Blast, 2002)

-City of the Damned (Black Lodge/Sound Pollution, 2006)

-Written in Blood (Black Lodge, 2015)